# Mistrzostwa Afryki w Strzelectwie 1984
Mistrzostwa Afryki w Strzelectwie 1984 – pierwsze mistrzostwa Afryki w strzelectwie, które rozegrano w tunezyjskim Tunisie. 
Rozegrano cztery konkurencje męskie. W klasyfikacji generalnej wygrała reprezentacja Kenii. Gospodarze z dorobkiem dwóch srebrnych i trzech brązowych medali, zajęli ostatnie, trzecie miejsce.

## Klasyfikacja medalowa
Gospodarze mistrzostw
| Pozycja | Kraj     | Złoto | Srebro | Brąz | Łącznie |
| ------- | -------- | ----- | ------ | ---- | ------- |
| 1       | Kenia    | 2     | 1      | 1    | 4       |
| 2       | Zimbabwe | 2     | 1      | 0    | 3       |
| 3       | Tunezja  | 0     | 2      | 3    | 5       |

## Medaliści
| Konkurencja                            | Złoto            | Wynik    | Srebro           | Wynik    | Brąz            | Wynik    |
| Karabin małokalibrowy leżąc, 50 metrów | Kenneth Johnston | 584 pkt. | Suresh Gohil     | 580 pkt. | Satiender Sehmi | 578 pkt. |
| Karabin pneumatyczny, 10 metrów        | Kenneth Johnston | 505 pkt. | Rodney Pingstone | 496 pkt. | Muhammad Ghuzi  | 488 pkt. |
| Pistolet standardowy, 25 metrów        | Shuaib Adam      | 544 pkt. | Bin Chahla Munir | 510 pkt. | Hasan Hasan     | 486 pkt. |
| Pistolet pneumatyczny, 10 metrów       | Shuaib Adam      | 557 pkt. | Ammar Ammar      | 524 pkt. | Ajjari Hadi     | 512 pkt. |